# Русино (Торжокский район)
Ру́сино — деревня в Торжокском районе Тверской области. Относится к Страшевичскому сельскому поселению, образованному в 2005 году, до этого центр Русинского сельского округа.
Расположена на реке Нашиге в 40 км к юго-западу от города Торжка на автодороге «Торжок—Луковниково—Дарьино». До Страшевичей — 9 км.
Население по переписи 2002 года — 85 человек, 37 мужчин, 48 женщин.

## История
В Списоке населенных мест Тверской губернии на 1859 год в Старицком уезде значится владельческое сельцо Русиново (5 дворов, 37 жителей).
В 1914 году деревня Русино Страшевской волости относится к Страшевскому приходу.
В 1940 году деревня Русиново (Русино) в составе Пашинского сельсовета Луковниковского района Калининской области.
Во время Великой Отечественной войны на рубеже реки Нашиги были остановлены немецко-фашистские войска, наступавшие на Торжок. Два месяца (октябрь-декабрь 1941 года) Русиново находилось на линии фронта.

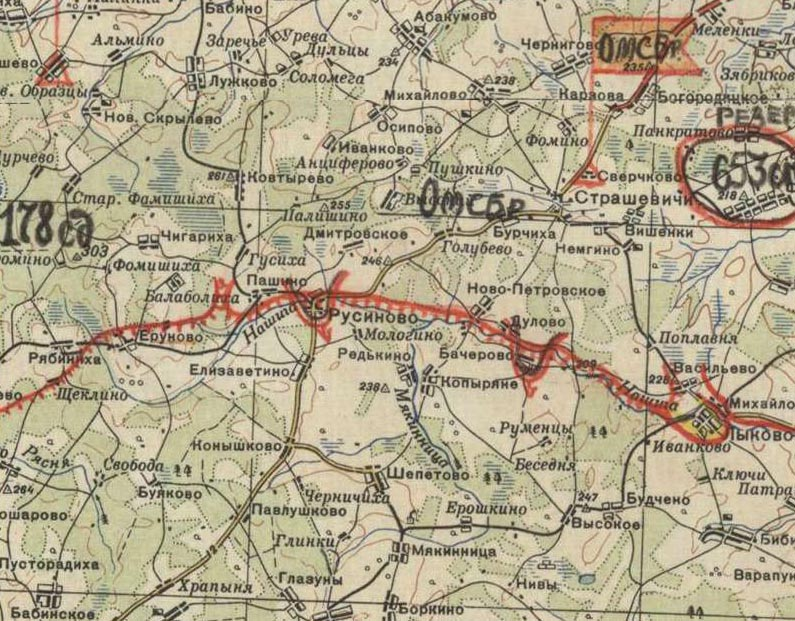
Фрагмент карты Калининского фронта, линия фронта на 5.12.1941.

В 1997 году в деревне Русино 38 хозяйств, 92 жителя. Администрация Русинского сельского округа, центральная усадьба колхоза им. Володарского, неполная средняя школа, клуб, фельдшерско-акушерский пункт, магазин, отделение связи.

## Достопримечательности
Две братские могилы воинов, павших в Великой Отечественной войне, памятник-монумент «Гаубица» (установлен в 1967).